# Wieża Lotrščak

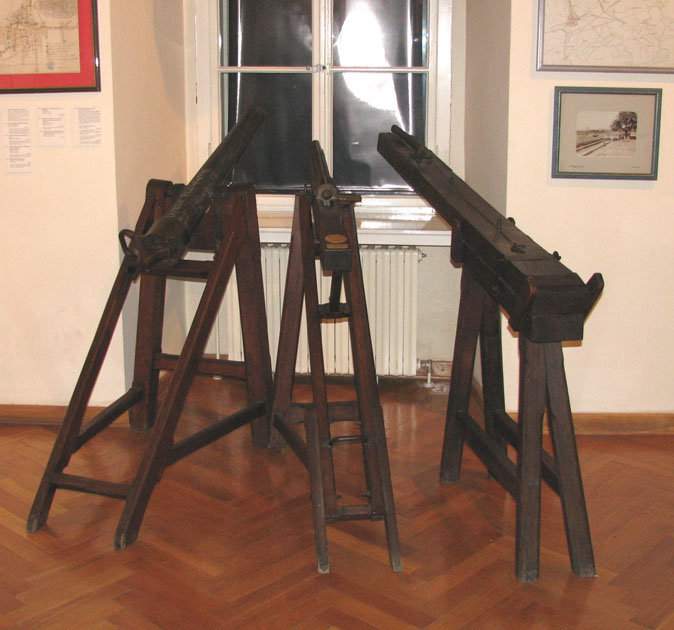
Trzy poprzednie armaty z wieży Lotrščak

Wieża Lotrščak (chorw. Kula Lotrščak, wym. [ˈkula lɔtrˈʃt͡ʃak]) – baszta miejska znajdująca się w najstarszej dzielnicy Zagrzebia, Gradcu. Jest jednym z symboli miasta.

## Budowa i wygląd
Lotrščak to pięciopiętrowa konstrukcja z dodatkową metalową kopułką, wokół której prowadzi obecnie niewielki taras widokowy. Jest to także jeden z najpopularniejszych punktów widokowych w mieście. Baszta wzniesiona została na planie kwadratu i jest niemal ostatnią, a zarazem najlepiej zachowaną pozostałością po średniowiecznych murach miejskich Górnego Miasta (Gradec, Grič lub Gornji Grad).
Od podłoża do dachu wieża mierzy 19 metrów. Sam dach ma wysokość 5 metrów, a wystająca ponad niego kopuła dalszych 6 metrów.
Wieża położona jest na skraju skarpy i do znajdującej się poniżej ulicy Tomićevej prowadzi krótka, 66-metrowa kolejka Uspinjača.

## Historia
Wieża powstała w XIII wieku, pomiędzy rokiem 1242 a 1266, gdy na mocy Złotej Bulli króla Beli IV powstawały mury Gradca. O romańskim pochodzeniu budynku może świadczyć chociażby grubość ścian (bez mała 2 metry), czy kształt murów. Basztę wzniesiono z nieregularnych kamieni, gdzieniegdzie uzupełnianych cegłami. Parter i pierwsze piętro zamknięte są sklepieniami krzyżowymi. Ostatnia kondygnacja zbudowana jest z cegły, a jej ściany są znacznie cieńsze niż na niższych piętrach.
Zadaniem nowo wybudowanej wieży była ochrona niewielkiej południowej bramy Dverce (Drzwiczki) położonej u wylotu obecnej ulicy Ćirilometodskiej i jej przedłużenia noszącego właśnie nazwę Dverce. Obecnie furta ta nie istnieje (rozebrano ją w XIX wieku), ale o jej obecności świadczyć może chociażby plan miasta z 1793 roku.
Nazwę „Lotrščak” wywodzi się od łacińskiej nazwy campana latrunculorum, co dosłownie onacza dzwon złodziei, rozbójników. Mianem tym określano dzwon, który zawieszono w wieży w 1646 roku. Był on używany przed zapadnięciem zmroku – o godzinie dziewiętnastej, a latem o dwudziestej. Jego dźwięk oznaczał, że wkrótce brama zostanie zamknięta i wszyscy mieszkańcy pracujący poza murami powinni wrócić do miasta.
Do XIX wieku, ze względu na brak wystarczających środków na naprawę i utrzymanie baszty, wieżę Lotrščak wynajmowano osobom prywatnym. Podobnie czyniono z pozostałymi tego typu budynkami w Zagrzebiu. Zachowała się dokumentacja dotycząca wynajęcia w 1651 roku wieży Lotrščak niejakiemu Martinowi Kovačiciowi, który za roczny czynsz w wysokości 10 florenów reńskich mógł w baszcie urządzić magazyn. Kiedy indziej na parterze znajdował się magazyn wina dla kaplicy św. Jerzego, a w XIX wieku także kawiarnia z pierwszym w Zagrzebiu stołem bilardowym.

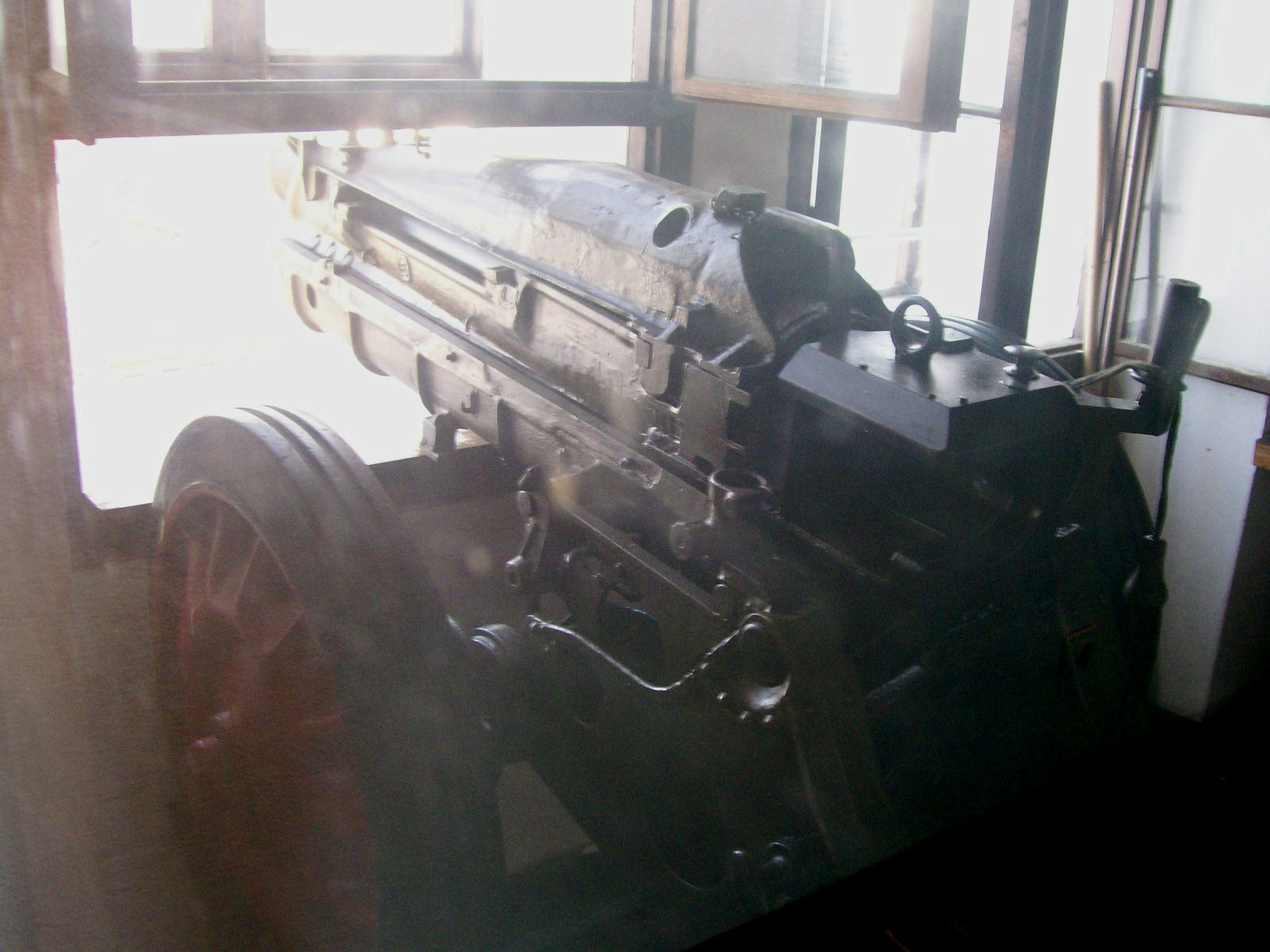
Gricka Armata

Baszta przez kolejne wieki przechodziła liczne przeobrażenia, a swój obecny wygląd zawdzięcza przebudowie prowadzonej w połowie XIX wieku przez Kuno Waidmanna. Działając na fali historyzowania średniowiecznych obiektów, nadał on Lotrščakowi romański wygląd. To także wówczas wieżę nadbudowano o czwarte piętro oraz wstawiono nowe okna. W 1876 roku miasto zakupiło za kwotę 100 guldenów armatę, której nadano nazwę Grički top (Gricka Armata). Po raz pierwszy broń uruchomiono w południe 1 stycznia 1877 roku w oknie obecnego budynku Państwowego Instytutu Meteorologii przy Promenadzie Strossmayera (Strossmayerova šetališta). Wystrzał dokładnie o godzinie 12 miał być znakiem, dzięki któremu dzwonnicy z kościołów położonych w centrum miasta mogli zacząć wybijać południe. Od kiedy armatę przeniesiono do Lotrščaka, działo uruchamiane jest codziennie o tej porze. Jedynym czasem kiedy Grički top milczał, był okres od I wojny światowej do roku 1928.
Obecnie używana, pochodząca z II wojny światowej, amerykańska armata o kalibrze 76 mm jest już czwartą z kolei – została podarowana w 1987 roku przez jugosłowiańskie wojsko z okazji rozgrywanej w Zagrzebiu letniej uniwersjady. Najnowszy model znajduje się na ostatnim piętrze wieży, natomiast poprzednie umieszczono w Muzeum Miasta Zagrzebia. Wystrzał Grickiej Armaty słyszalny jest na terenie niemal całego historycznego centrum miasta, z wyjątkiem położonej na wzgórzach północno-wschodniej jego części.
Niektórzy sugerują, że zwyczaj związany obecnie z armatą w wieży Lotrščak jest znacznie starszy i sięga początków miejskich fortyfikacji w XIII wieku. Teorię tę uprawdopodabnia miejska legenda, której akcja dzieje się podczas III wojny austriacko-tureckiej. Gdy w 1593 roku tureckie wojska stacjonowały pod Zagrzebiem, za rzeką Sawą, z Lotrščaku w kierunku ich obozu wystrzelono pocisk. Kula miała trafić prosto w tacę z nadziewanym kogutem, którego zamierzano podać paszy Hasanowi Predojeviciowi. W efekcie powstałego zamieszania nieprzyjacielskie wojska odstąpiły od oblężenia Zagrzebia i zawróciły w stronę Sisaka, gdzie poniosły klęskę.
Po remoncie w 1981 roku, wieżę po raz pierwszy w jej historii udostępniono zwiedzającym. Główne wejście znajduje się po stronie południowej. Na parterze mieści się informacja turystyczna na temat Lotrščaka, na pierwszym piętrze znajduje się galeria sztuki Klovićevi dvori, a na wyższych kondygnacjach prezentowane są wystawy Muzeum Miasta Zagrzebia. Z niewielkiego balkoniku dookoła kopuły rozpościera się widok zarówno na Górne, jak i na Dolne Miasto.